# Rosaline
Pour plus de détails, voir Fiche technique et Distribution.
Rosaline est une comédie romantique américaine réalisée par Karen Maine (en), sortie en 2022. Elle est basée sur le roman pour jeunes adultes de 2012 When You Were Mine de Rebecca Serle (en), lui-même inspiré de Roméo et Juliette de William Shakespeare.

## Synopsis
Une variation contemporaine autour de l'histoire de Roméo et Juliette, d'après le point de vue de Rosaline, cousine de Juliette et ancien amour de Roméo qui l'a repoussée.

## Fiche technique
- Titre : Rosaline
- Réalisation : Karen Maine (en)
- Scénario : Scott Neustadter et Michael H. Weber, d'après When You Were Mine de Rebecca Serle (en)
- Musique : Drum & Lace (en), Ian Hultquist (en)
- Direction artistique : Lucio Di Domenico, Vanessa Zanardo
- Décors : Cynthia Sleiter
- Costumes : Mitchell Travers
- Photographie : Laurie Rose
- Son : Emanuela Cotellessa, Damien Volpe
- Montage : Jennifer Lee
- Production : Shawn Levy, Luca Fortunato Asquini, Whitney Brown, Dan Cohen
- Sociétés de production : 20th Century Studios, 21 Laps Entertainment (en), Cattleya, Universal Pictures
- Sociétés de distribution : Hulul, Disney+, Star+
- Pays de production :  États-Unis
- Langue originale : anglais
- Format : couleur - 35 mm - 1,78:1 - son Dolby Digital.
- Genre : comédie romantique
- Durée : 96 minutes[2]
- Date de sortie :
  - États-Unis : 6 octobre 2022 (première à Los Angeles) ; 14 octobre 2022 (sortie nationale sur Hulu)[3]
  - France : 14 octobre 2022 (Disney+)[3]

## Distribution
- Kaitlyn Dever (VF : Zina Khakhoulia) : Rosaline
- Isabela Merced (VF : Cerise Calixte) : Juliette
- Kyle Allen (VF : Gauthier Battoue) : Roméo
- Bradley Whitford (VF : Daniel Lafourcade) : frère Laurence
- Spencer Stevenson (VF : Jonathan Gimbord) : Pâris
- Sean Teale (VF : Jim Redler) : Dario
- Minnie Driver (VF : Rafaèle Moutier) : la nourrice
- Christopher McDonald (VF : Bernard Lanneau) : Lord Capulet
- Nicholas Rowe (VF : Arnaud Bédouet) : Lord Montague
- Nico Hiraga (VF : Arthur Khong) : Steve
- Alistair Toovey (VF : Julien Crampon) : Tybalt
- Alhaji Fofana : Benvolio
- Lew Temple (VF : Thierry Garet) : M. Danieli
- Miloud Mourad Benamara : le gardien

Version française
- Société de doublage : Dubbing Brothers
- Direction artistique : Sandrine Chevalier
- Adaptation des dialogues : Hervé Rey

## Production
En mai 2021, il a été annoncé que 20th Century Studios avait repris le film, après avoir initialement commencé le développement chez MGM. Il a également été annoncé que Karen Maine avait été embauchée pour réaliser le film, basé sur un scénario de Scott Neustadter et Michael H. Weber, lui-même basé sur le roman pour jeunes adultes de 2012 When You Were Mine de Rebecca Serle. Le casting est assuré par Rebecca Dealy, Jessica Kelly.

## Accueil
Le film a été diffusé en première mondiale le 6 octobre 2022 au cinéma El Capitan Theatre. Celui-ci est sorti le 14 octobre 2022 sur les plateformes Hulu aux États-Unis, Star+ en Amérique latine et Disney+ pour le reste du monde.